# Groove Blues
Groove Blues — студійний альбом американського джазового саксофоніста Джина Еммонса, випущений у 1958 році лейблом Prestige Records.

## Опис
3 січня 1958 року Джин Еммонс записав одну з останніх своїх джем-сесій з іншими зірками на лейблі Prestige. Найбільш цікавим аспектом для цієї сесії (матеріал якої було видано на двох альбомах) є участь Джона Колтрейна, який грає на альт-саксофоні. Баритон-саксофоніст Пеппер Адамс, тенор Пол Квінішетт і Колтрейн виконують дві з чотирьох композицій, на трьох грає флейтист Джером Річардсон разом з чудовою ритм-секцією (піаністом Мелом Волдроном, басистом Джорджем Джойнером і ударником Артом Тейлором). Цей сет включає три оригінали Волдрона, а також стандарт, баладу «It Might as Well Be Spring» (разом з The Big Sound), що свідчить про досить продуктивну роботу у студії.

## Список композицій
1. «Ammon Joy» (Мел Волдрон) — 13:19
2. «Groove Blues» (Мел Волдрон) — 9:35
3. «Jug Handle» (Мел Волдрон) — 10:11
4. «It Might as Well Be Spring» (Оскар Гаммерстайн ІІ, Річарл Роджерс) — 11:32

## Учасники запису
- Джин Еммонс — тенор-саксофон
- Джером Річардсон — флейта (1-3)
- Джон Колтрейн — альт-саксофон (1, 2, 4)
- Пол Квінішетт — тенор-саксофон (1, 2)
- Пеппер Адамс — баритон-саксофон (1, 2)
- Мел Волдрон — фортепіано
- Джордж Джойнер — контрабас
- Арт Тейлор — ударні

Технічний персонал
- Боб Вейнсток — продюсер
- Руді Ван Гелдер — інженер